# (2355) Nei Monggol
(2355) Nei Monggol (1978 UV1) – planetoida z pasa głównego asteroid okrążająca Słońce w ciągu 5,24 lat w średniej odległości 3,02 au. Odkryta 30 października 1978 roku.